# Pteropus voeltzkowi
La volpe volante di Pemba (Pteropus voeltzkowi Matschie, 1909) è un pipistrello della famiglia degli Pteropodidi, endemico dell'isola di Pemba (Tanzania).

## Descrizione

### Dimensioni
Pipistrello di medie dimensioni, con la lunghezza della testa e del corpo tra 220 e 265 mm, la lunghezza dell'avambraccio tra 145 e 163 mm, la lunghezza delle orecchie tra 20 e 30 mm, l'apertura alare fino a 57 cm e un peso fino a 610 g.

### Aspetto
La pelliccia è corta e densa. Le parti dorsali sono nerastre, cosparse di peli grigiastri, mentre le parti ventrali sono marroni scure sul mento e la gola, bruno-dorate scure sul petto e bruno-dorate sull'addome e lungo i fianchi. Il mantello è color ruggine. Il muso è lungo ed affusolato, gli occhi sono grandi. Le orecchie sono lunghe, appuntite, prive di peli e marroni scure. Le ali sono marroni scure ed attaccate posteriormente al secondo dito del piede. È privo di coda, mentre l'uropatagio è ridotto ad una membrana relativamente estesa lungo la parte interna degli arti inferiori. Il calcar è ben sviluppato.

## Biologia

### Comportamento
Si rifugia di giorno su grandi alberi isolati formando colonie numerose, in particolare sugli isolotti della costa occidentale dell'isola.

### Alimentazione
Si nutre principalmente dei frutti del Mango, l'albero del pane e di Ficus spp.

### Riproduzione
Sono state riportate nascite durante i mesi di giugno e agosto. Esemplari giovani sono stati osservati in ottobre.

## Tassonomia
In accordo alla suddivisione del genere Pteropus effettuata da Andersen, P. voeltzkowi è stato inserito nello P. rufus species Group, insieme a P. rufus stesso, P. seychellensis, P. niger e P. aldabrensis. Tale appartenenza si basa sulle caratteristiche di avere una membrana interfemorale molto sviluppata e sulla presenza di un ripiano basale nei premolari.

## Distribuzione e habitat
La specie è endemica dell'Isola di Pemba.
Vive nelle foreste primarie, secondarie e mangrovie fino a 45 metri dal livello medio del mare.

## Conservazione
In passato questa specie era stata classificata come in pericolo critico di estinzione (CR). Studi più recenti hanno consentito di stimare la popolazione presente sull'isola in oltre 20.000 esemplari e pertanto la IUCN Red List si limita a classificarla come specie vulnerabile (VU).
Parte del suo areale è protetto all'interno della Riserva forestale di Ngezi.